# Юдзава (Ниигата)

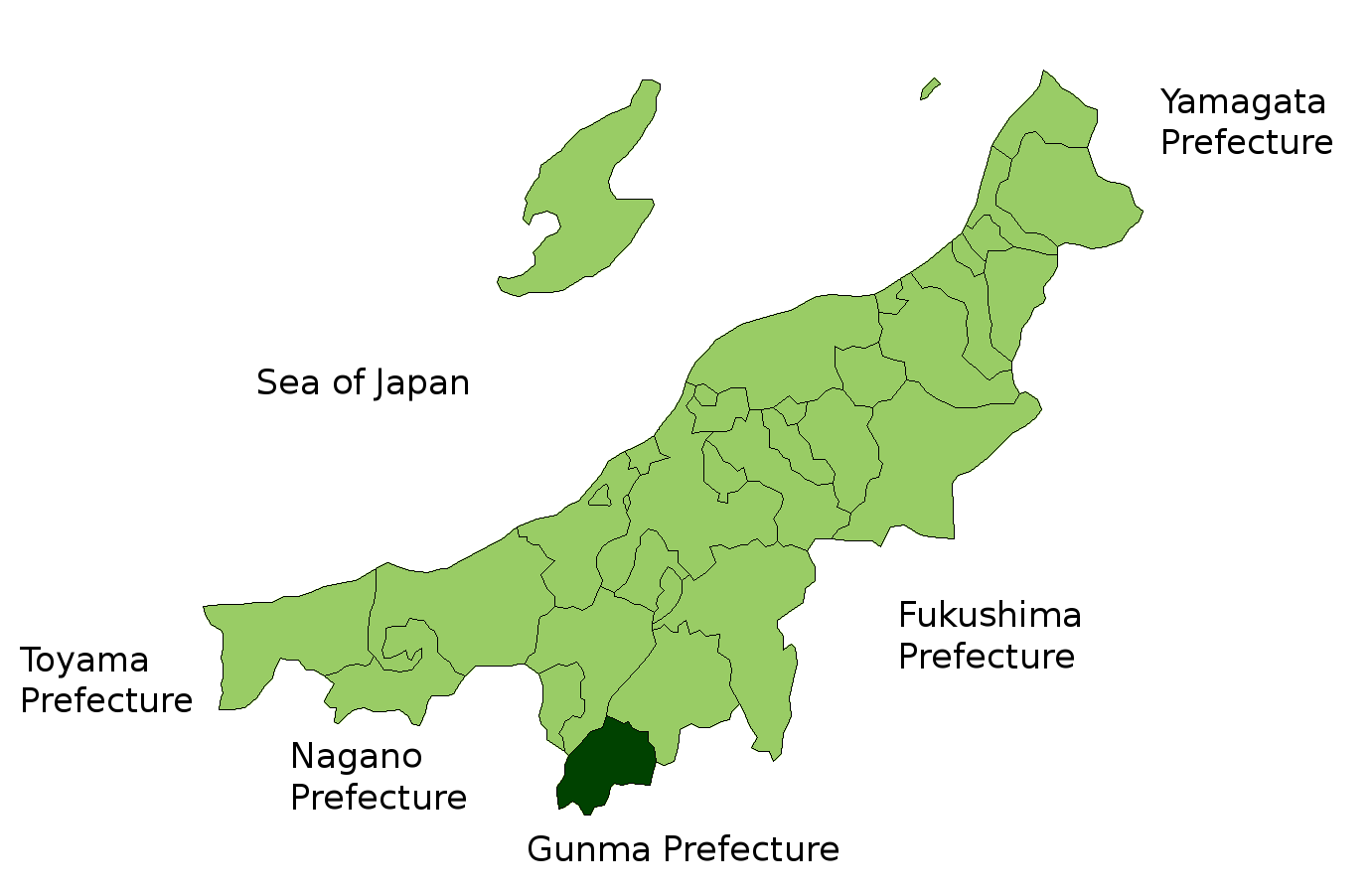
Юдзава на карте префектуры Ниигата

Юдзава (яп. 湯沢町 Юдзава-мати) — посёлок в уезде Минамиуонума на юге префектуры Ниигата, Япония. Основан 31 марта 1955 года. 
Площадь посёлка составляет 357,00 км², население — 8287 человек (1 августа 2014), плотность населения — 23,21 чел./км².

## География
Юдзава находится в гористой местности на границе с префектурами Нагано и Гумма. Посёлок граничит с селом Сакаэ префектуры Нагано, посёлками Наканодзё и Минаками префектуры Гумма, а также с посёлком Цунан и городами Минамиуонума и  Токамати префектуры Ниигата. Так как Юдзава расположена между Японским морем и Японскими Альпами, здесь бывают одни из самых сильных снегопадов в стране . Между Юдзавой, Цунаном и Сакаэ находится гора Наэба; больша́я часть посёлка входит в национальный парк Дзёсинэцу Когэн.

### Климат

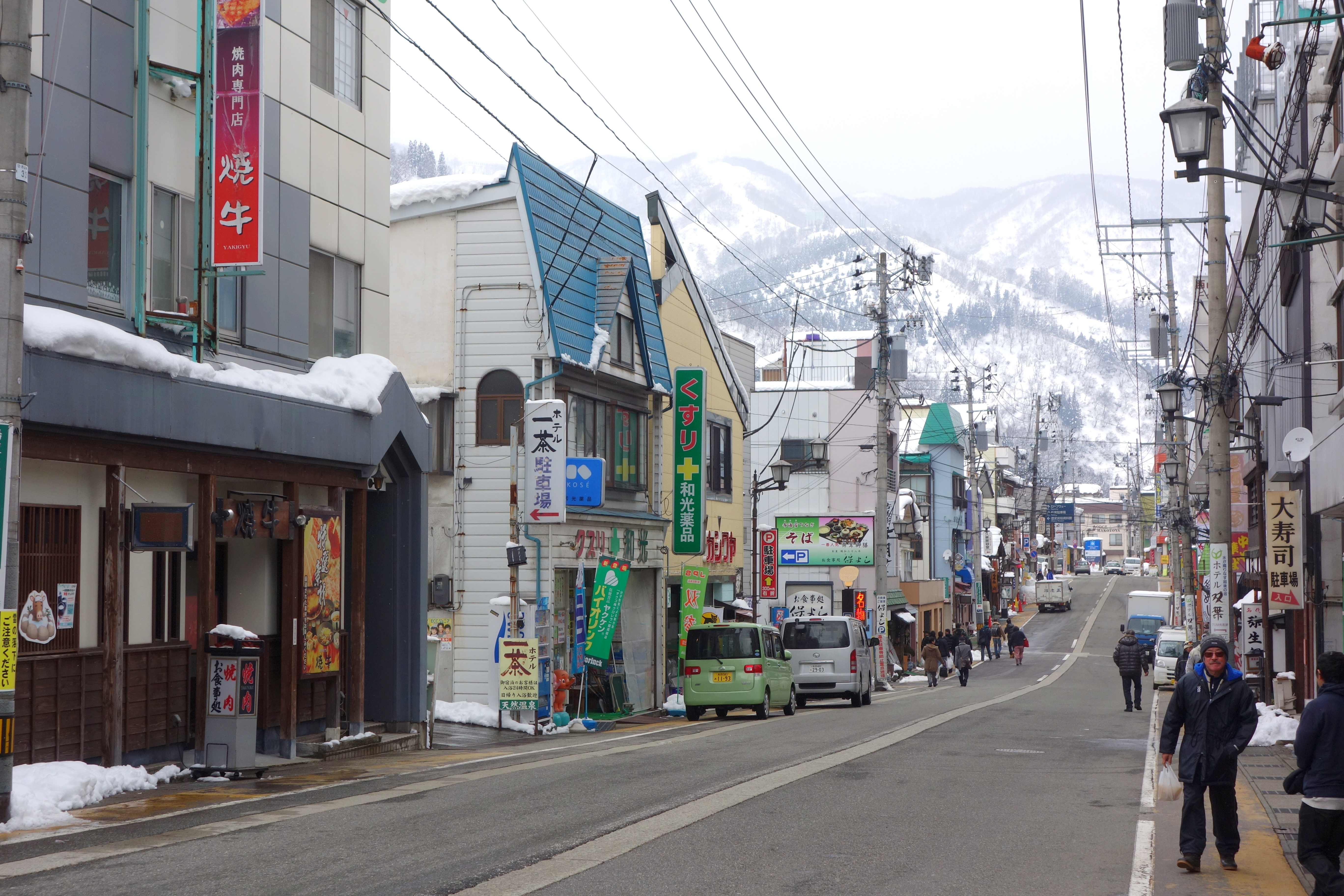
Юдзава зимой

| Показатель                            | Янв.  | Фев.  | Март  | Апр. | Май  | Июнь | Июль | Авг. | Сен. | Окт. | Нояб. | Дек. | Год   |
| ------------------------------------- | ----- | ----- | ----- | ---- | ---- | ---- | ---- | ---- | ---- | ---- | ----- | ---- | ----- |
| Абсолютный максимум, °C               | 15,5  | 17,8  | 22,8  | 28,5 | 34,1 | 33,7 | 36,6 | 37,2 | 34,7 | 31,0 | 25,3  | 21,5 | 37,2  |
| Средний суточный максимум, °C         | 2,8   | 3,6   | 7,7   | 15,3 | 21,9 | 25,0 | 28,5 | 29,9 | 25,4 | 19,1 | 12,8  | 6,1  | 16,5  |
| Средняя температура, °C               | −0,4  | −0,1  | 3,0   | 9,2  | 15,7 | 19,9 | 23,5 | 24,7 | 20,5 | 14,3 | 7,9   | 2,3  | 11,7  |
| Средний суточный минимум, °C          | −3,2  | −3,4  | −0,9  | 3,9  | 10,1 | 15,4 | 19,7 | 20,6 | 16,6 | 10,3 | 3,9   | −0,7 | 7,7   |
| Абсолютный минимум, °C                | −12,6 | −11,5 | −10,6 | −5,6 | 0,7  | 6,2  | 11,6 | 13,1 | 6,2  | 0,1  | −6,6  | −9,8 | −12,6 |
| Источник: Japan Meteorological Agency |       |       |       |      |      |      |      |      |      |      |       |      |       |

## Демография
В декабре 2020 года население посёлка составляло 8040 человек; из них 3938 женщин и 4102 мужчины .

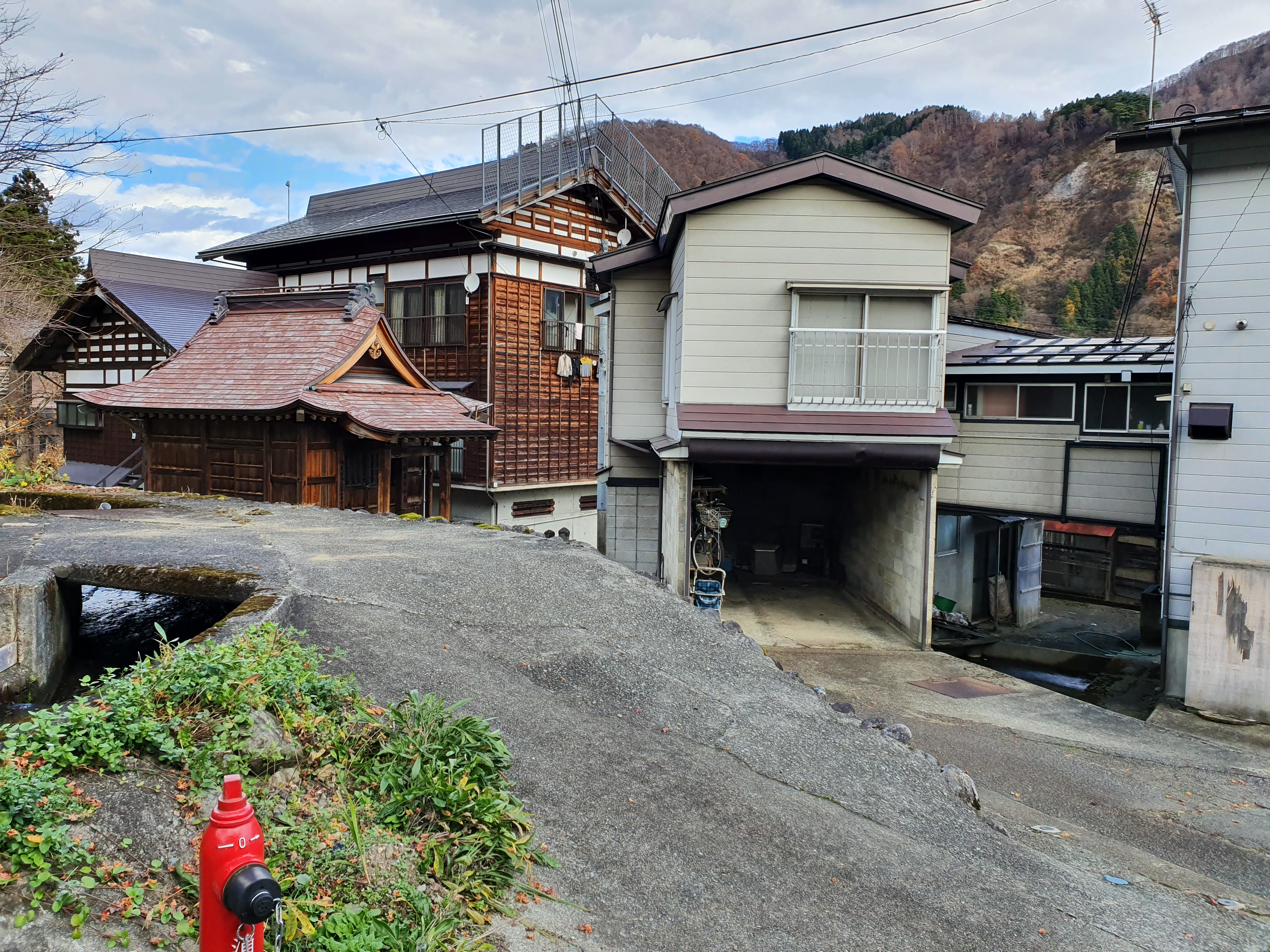
Дома в Юдзаве

Изменение численности населения с 1980 по 2005 годы:
| 1980 | 9514 чел. |  |
| 1985 | 9491 чел. |  |
| 1990 | 9986 чел. |  |
| 1995 | 9606 чел. |  |
| 2000 | 9130 чел. |  |
| 2005 | 8713 чел. |  |

## История
Современный посёлок был частью исторической провинции Этиго. 1 апреля 1889 года были созданы деревни Юдзава, Футай, Асакай, Кандацу, Цутидару и Мицумата. 1 ноября 1901 года Футай и Асакай были объединены в деревню Микуни; 1 апреля 1955 года Юдзава, Микуни, Кандацу, Цутидару и Мицумата были объединены в посёлок Юдзава.

## Образование
В Юдзаве работают одна начальная и одна средняя школа. Старшей школы в посёлке нет.

## Транспорт

### Железные дороги
- Дзёэцу-синкансэн.
- East Japan Railway Company - Линия Дзёэцу.

В посёлке работают железнодорожные станции Цутитару, Этиго-Накадзато, Этиго-Юдзава и Гала-Юдзава.

### Автодороги
Через Юдзаву проходят Национальные дороги 17 и 353, а также скоростная дорога Канэцу.

## Достопримечательности
Юдзава славится своими горнолыжными курортами и горячими источниками. Благодаря линии Дзёэцу-синкансэн это одно из самых доступных зимних направлений из Токио.

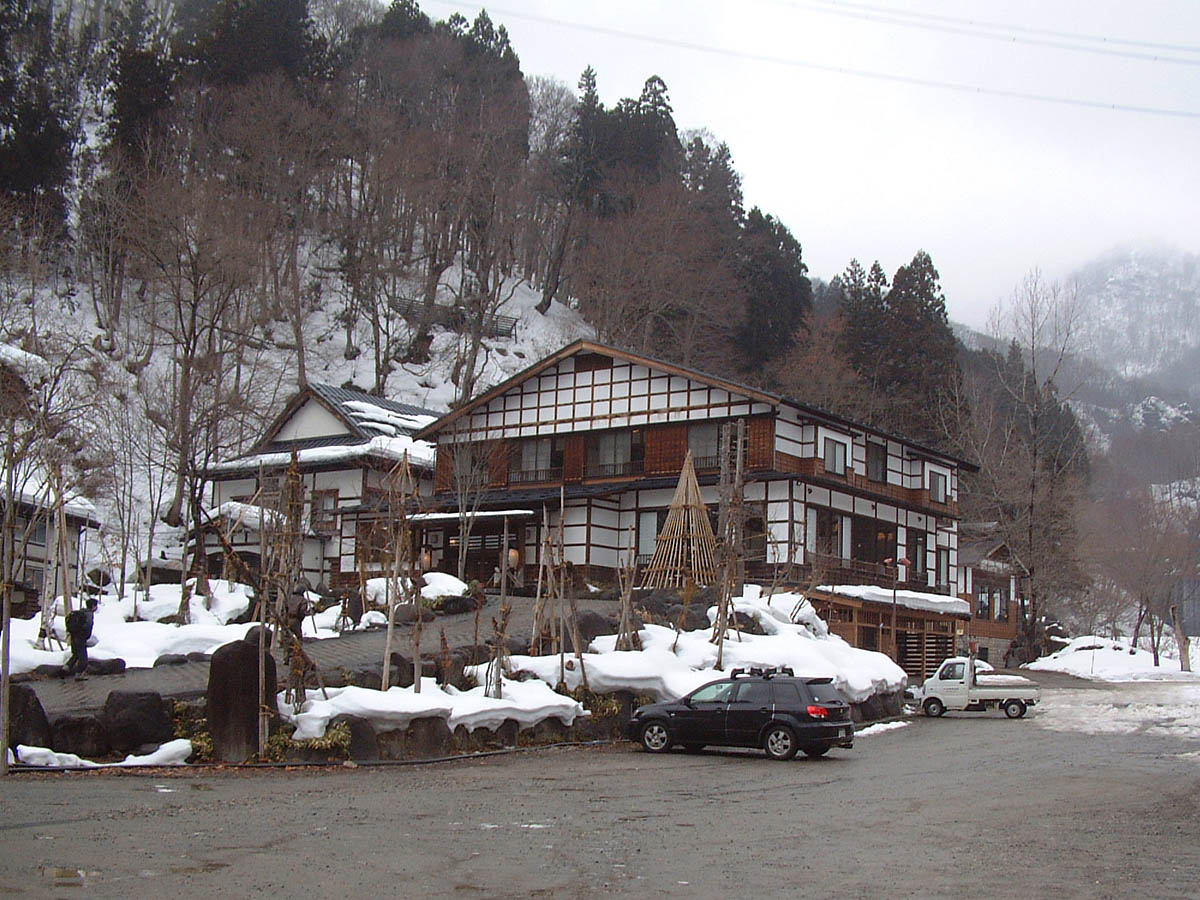
Кайкакэ-онсэн

## В культуре
- «Снежная страна», классический роман Ясунари Кавабата.